# Nuestro hombre en La Habana
Nuestro hombre en La Habana es una novela policial escrita por el novelista británico Graham Greene en 1958,  La novela está ambientada en Cuba de fines de la década de los años 50, en plena guerra fría y poco antes de la revolución castrista, que ya se adivina.
El protagonista es James, Jim, Wormold, representante de Phastkleaners en Cuba, vendedor de aspiradoras, abandonado por su esposa y que sólo desea tener una vida tranquila con su hija adolescente de dieciséis años y cuya única preocupación es tener el dinero suficiente para pagarle todos sus caprichos y llevarla algún día de regreso a Inglaterra.
Esta novela en parte es una crítica al servicio secreto británico por la ineptitud y la poca profesionalidad tanto de los mandos medios como de los jefes de la organización. Greene durante muchos años de su vida perteneció a dicho servicio secreto .
En 1995, la Mystery Writers of America la incluyó en su lista de las cien mejores novelas de misterio de todos los tiempos.

## Ambientación
Está ambientada en la ciudad de La Habana, Cuba, "en una fecha indeterminada del futuro" como dice Greene en la introducción de la novela. Todavía gobernaba Fulgencio Batista, pero ya había un movimiento guerrillero en el país.
Bajo la influencia estadounidense, la ciudad creció y se enriqueció con numerosos edificios desde la década de 1930, cuando se construyen suntuosos hoteles, casinos y espléndidos clubes nocturnos. Ejemplos notables de estas construcciones son el edificio Focsa, el hotel Habana Hilton y el hotel Nacional.
Por aquel entonces, el dinero de la mafia servía, por lo menos, para embellecer a la ciudad, La Habana se había convertido en la capital del juego y de la corrupción. Una galería de retratos en blanco y negro de personajes de aquella época adornaban los muros del bar del Nacional.

## Personajes
Listados según van apareciendo en la novela.
- Doctor Hasselbacher: Alemán, nacido en Berlín. Canoso. Había sido capitán de ulanos, el kaiser lo había saludado confundiéndolo con un capitán Müller. En Cuba llevaba viviendo treinta años y hacía quince que era amigo de James Wormold.[4]

- James Wormold: Cuarenta y cinco años de edad, cara arrugada. Británico. Representante de Phastkleaners, tenía un negocio de venta de aspiradoras. Ateo. Su esposa Mary lo había abandonado por un estadounidense y lo había dejado al cuidado de su hija Milly. Antes de casarse le había prometido que educarían sus hijos en la religión católica. Coleccionaba botellas de licor en miniatura. Fue reclutado por el servicio secreto británico.  59200/5[4]

- Henry Hawthorne: Alto y elegante. Traje tropical de muy buena confección. Pertenecía al servicio secreto británico, estaba organizando la red del Caribe.   59200[4]

- López: Ayudante de Wormold en la tienda. Impaciente. Mecánico. Nunca pudo pronunciar el apellido Wormold, le decía de todas formas menos la correcta.

- Milly - Serafina: Hija de Wormold.  Estudiante. Dieciséis años. Hermosa. Pelo color miel pálida. cejas oscuras. Católica.

- Jefe de Hawthorne: Jefe del Servicio Secreto Británico. Sede en Londres. Monóculo negro sobre el ojo izquierdo.

- Segura: Capitán de la policía de La Habana. Apodado el Cuervo Rojo. Bajo, cara picada y curtida. Insolente. Enamorado de Milly.

- Beatriz Severn: Secretaria de Wormold enviada desde Londres. Joven. Ojos color avellana.  Pelo castaño. Bellas manos. Separada de Peter.

- Rudy: Operador de radio enviado desde Londres. Muy joven, pálido. Dedos teñidos por la nicotina o ácido.  Ayudante del cajero.

- William Carter B: Traje de tweed. Fumaba en pipa. Representante de Nucleaners Ltda.

- Embajador: Embajador británico en La Habana. Alto, Frío. Directo.

### Servicio de inteligencia británico en La Habana
Agentes
59200/5		James Wormold.  Jefe del servicio. Recibía un sueldo de ciento cincuenta dólares mensuales, más otros ciento cincuenta para gastos justificados.
59200/5/1	López. Ayudante del jefe del servicio. Sueldo de veinticinco pesos mensuales
59200/5/2	Profesor Luis Sánchez. Espionaje económico. No hablaba inglés. Sin sueldo, solo pago de gastos justificados. Canoso. Profesor de educación comparada. Su mujer lo había abandonado. 
59200/5/3	Ingeniero Cifuentes. Informes técnicos. Sesenta y cinco años de edad, barrigón. No hablaba inglés. Sin sueldo, solo pago de gastos justificados. Esposa celosa. 
59200/5/4	Raúl Domínguez. Piloto de Cubana de Aviación. Borracho. Se le pagaba casi siempre en whisky. Viudo, su esposa murió en la guerra civil española. 
59200/5/5	Jefe de Máquinas del Juan Belmonte. Sueldo de setenta y cinco pesos mensuales. Informaba sobre el movimiento sindical en Santiago, Matanzas y Cienfuegos y el creciente descontento en la armada.
59200/5/6	Teresa. Bailarina del Shangai Theatre. Amante del ministro de Defensa y del director de Correos y Telégrafos. Daba detalles sobre sus excentricidades sexuales.
59200/5/7	Rodríguez. Rey de los night clubs. Jefe de camareros del hotel Nacional.
Beatriz. Secretaria enviada desde Londres.		
Rudy. Operador de radio enviado desde Londres. Ayudante del cajero.

## Argumento

### Primera parte
Hasselbacher y Wormold estaban en el bar Wonder y observaban a un hombre negro que caminaba por la orilla de la acera contando los numerales, era conocido en la plaza Nacional, vendía fotografías pornográficas a los turistas. Hasselbacher le preguntó por Milly, cumpliría diecisiete el diecisiete, Wormold lo invitó para ese día, lo celebrarían en el Nacional. Ambos amigos conversaron sobre las ventajas de la nueva aspiradora Pila Atómica, comparada con la aspiradora Turbo del año pasado. Wormold pensaba que el nombre atómico era un problema. Se despidieron y Wormold llegó a su tienda de la calle Lamparilla. Milly aún no había regresado de la escuela parroquial norteamericana. Había un cliente que vestía muy elegantemente para La Habana, leía un folleto en inglés sobre la aspiradora Pila Atómica. Ignoraba totalmente a López, el ayudante de la tienda. Wormold lo saludó y le preguntó si era inglés de verdad, le gustaba tratar con firmas inglesas. Estaba solo mirando. Le preguntó por su hija, edad, dieciséis. Se despidió y dijo que volvería. 
Wormold sabía cuando se acercaba Milly por los silbidos, estos habían comenzado cuando Milly tenía trece años, pero no le preocupaban porque eran respetuosos. Antes de casarse le había prometido a su futura mujer que los hijos serían educados en la religión católica. En Cuba todavía, entre las familias ricas, perduraba la costumbre de las "dueñas" y él pensaba que una dueña acompañaba a Milly a la iglesia y era la que le hacía observar la abstinencia de comer carne los  viernes y ayunar en la Cuaresma o asistir a misa los domingos y fiestas de guardar; en casa la llamaban Milly, pero su nombre de pila era Serafina.
Cuando Milly tenía trece años lo habían llamado de la escuela parroquial de las hermanas clarisas, ubicado en el rico suburbio blanco del Vedado porque Milly  había prendido fuego a Thomas Earl Parkman hijo. Lo hizo porque él primero le tiró del pelo, afortunadamente otra niña empujó a Earl y lo hizo caer en una fuente con agua. Milly dijo que Earl era protestante, le había echado gasolina en la camisa y le prendió fuego con un fósforo. Las monjas dijeron a Wormold que la paciencia del colegio estaba llegando al límite y le recordaron que seis meses antes Milly hizo circular en la clase de arte un juego de postales de las obras más famosas del mundo, eran todos desnudos. Cuando Wormold le preguntó a Milly por qué le había prendido fuego al muchacho le contestó que la había tentado el diablo. Se confesó. También estaba el problema de fumar a escondidas, admitió que fumaba solo negros.
Los silbidos avisaban que Milly se aproximaba, venía seguida por un empleado que cargaba un paquete tan grande que le tapaba la cara. Wormold subió al apartamento que estaba sobre la tienda y oyó que Milly le decía al empleado que lo dejara ahí y luego sintió que clavaban en la pared. Puntualmente Milly llegó a comer, dio gracias al señor y se persignó y luego le preguntó a su padre si había tenido un buen día. Wormold no se atrevía a tocar el tema de sus compras, sabía que se había gastado su paga mensual hacía dos semanas, le respondió que bien y que Hasselbacher le enviaba saludos y vendría a tomar una copa por su cumpleaños e irían a un club nocturno, al Nacional y ella le respondió dando las gracias y preguntando por qué no al Shanghái. Luego Wormold  tocó el tema del regalo de cumpleaños, al principio le respondió que no deseaba nada para terminar pidiéndole que le comprara un caballo que ya tenía visto y lo llevó a su dormitorio y le mostró lo que había comprado, una silla de montar y los aperos para el caballo. Se llamaba Serafina, era de color castaño oscuro y tenía pedigrí. Se la guardaría el capitán Segura, el jefe de policía del Vedado. Al final Wormold cedió y se comprometió a pagar los trescientos pesos que costaba la yegua.
Wormold tenía la ilusión de que algún día tendría el dinero suficiente como para regresar a Inglaterra con Milly y no preocuparse nunca más de cuentas y pagos, pero cuando llegaba a su banco, el American Bank, en Obispo, se desvanecía su ilusión. Esa mañana depositó trescientos cincuenta dólares. No deseaba encontrarse con el doctor Hasselbacher por lo que entró en el Sloppy Joe's en vez del Wonder, este era el centro de reunión de los turistas. Esta vez había pocos pues el régimen del presidente se estaba acercando peligrosamente a su fin, pero se encontró con el cliente que había estado en su tienda y que lo saludó por su nombre ¿cómo lo sabía? Él le respondió que estaba mirando las distintas marcas de whisky que había en el local, dieciocho. Wormold le dijo que no le impresionaba porque él coleccionaba botellas en miniatura y tenía noventa y nueve. El desconocido le manifestó que quería hablar con él en privado, fueron al baño y ahí le dijo que era del servicio secreto británico, que habían investigado a López y no parecía sospechoso, pero sí su amigo Hasselbacher trátelo con cuidado. A todo esto Wormold le preguntó de que se trataba todo esto, él no quería ningún trabajo, el otro le respondió si no era patriota, que ellos necesitaban tener a nuestro hombre en La Habana, le dijo que su nombre era Hawthorne y que estaba organizando la red del Caribe. A todo esto Wormold no sabía que pensar. Hawthorne le entregó la llave de su apartamento en el Sevilla-Biltmore, habitación 510 y salieron separados del baño.
En la esquina de Virtudes,Wormold se encontró con el doctor Hasselbacher que estaba en el Wonder se saludaron y este le expresó que le tenía un regalo, eran dos botellitas de whisky en miniatura, se las había encargado a un paciente y le dijo que tenían que encontrar un boleto de lotería, el veintisiete y cuarenta y tres, la avispa y el pollo. Wormold le manifestó que tenía un compromiso; no importaba y fueron al mercado a buscar el número. La lotería del gobierno era semanal y fuente de corrupción. A las once de la noche encontraron un billete que satisfizo al doctor Hasselbacher Mi cita es el Sevilla-Biltmore, dijo Wormold y al poco de caminar llegaron al bar del hotel, Hasselbacher iba bastante borracho. Wormold se despidió pero Hasselbacher lo siguió hasta que logró escabullirse de él y entró en la habitación 501 (¿510?)
Wormold examinó el cuarto, en un escritorio había dos libros, ejemplares idénticos de los Cuentos de Shakespeare de Lamb, una libreta en que estaban anotados algunos puntos: 1, Salario. 2, Gastos. 3, Transmisiones. 4, Charles Lamb. 5, Tintas. iba abrir uno de los libros cuando apareció Hawthorne en pijama y le explicó que un ejemplar del libro era para él, era un libro código, le enseñaría a manejarlo. La tinta era para abrir cartas, tinta secreta por supuesto. Londres estaba de acuerdo en pagarle ciento cincuenta dólares mensuales, más otros ciento cincuenta para gastos justificados, su número de código sería 59200/5, él era 59200, debería numerar a sus agentes 59200/5/1 Wormold después de algunas observaciones aceptó.
A la mañana siguiente Milly expresó que no comería más cereales en el desayuno, al café le pondría solo un terrón de azúcar, se había propuesto economizar, se había dado cuenta de que ella era un gasto muy grande para él. Tenía que arreglar con el capitán Segura lo del establo y lo del Club de Campo. Wormold le manifestó que debía terminar con el capitán Segura y le preguntó si sabía como le llamaban, ella le respondió que sí: El Cuervo Rojo, porque torturaba a los prisioneros y además tenía una cigarrera hecha de piel humana. Finalmente le dijo que había pensado ayunar para ayudarle a hacerse socio del Club de Campo y así poder practicar la equitación.
- Interludio en Londres

En el sótano del gran edificio de cemento y acero cercano a Maida Vale Hawthorne entró a la oficina de su jefe quien le preguntó cuando había regresado. Hacía una semana pero el viernes volvería a Jamaica, ya tenía arreglado el Caribe. había enrolado a 59200/5 nuestro hombre en La Habana. Había enviado una solicitud para gastos extras. El jefe le señaló que era una buena señal, significaba que tenía imaginación. Deseaba hacerse socio del Country Club, donde se reunían los millonarios, la mejor fuente de información política y económica. Es muy caro, pero lo había autorizado. Hasta ahora no había enviado ningún informe, recién se estaba organizando, era importador de maquinarias. Su esposa lo había abandonado por un estadounidense, pero no es antinorteamericano. Tenía una hija a la que educó en la religión católica. El jefe le recordó que La Habana era un punto clave pues los comunistas siempre aparecían donde había líos. Podrían ampliar su equipo. Se comunicaban por el libro código, los informes llegarían a través del consulado por valija diplomática. El jefe le dijo que esperarían sus primeros informes pero que viera con miss Jenkinsson si había alguien que hablase castellano en su departamento. Podrían necesitar una secretaria que hablase castellano en el Caribe. Miss Jenkinson le ofreció a Beatriz que hablaba francés, total el castellano y el francés eran lenguas latinas, deberían ser muy parecidas.

### Segunda parte
Wormold fue al consulado con el telegrama que había recibido, le dijeron que no querían saber nada de eso y que no conocían al tal Hawthorne Regresó a su casa caminando, se cruzó con mujeres con la frente marcada con cenizas, era Miércoles de Ceniza. Milly no estaba en  casa y López le mostraba una aspiradora a un cliente. En su apartamento abrió el telegrama, lleno de números, venía desde Londres, después de mucho pensar pudo descifrarlo: tenía fecha 24 de enero y procedía de 59200 y decía: que después de un mes de aprobación de su ingreso en el Country Club, aun no recibían ninguna información sobre posibles subagentes, le pedían que les enviara de inmediato un informe económico y político, el tercer párrafo era incoherente. Wormold pensó que hasta ahora había recibido dinero de ellos sin él dar nada a cambio, lo consideraba una donación excéntrica gracias a la cual Milly podía practicar equitación en el Country Club y él encargar a Inglaterra varios libros que siempre había querido tener. El resto del dinero lo había depositado en el banco, algún día se lo devolvería a Hawthorne
Luego Wormold pensó en que algo tenía que hacer, darles la información que pedían. Al primero que se le ocurrió reclutar fue a López que entre otras cosas lo llamaba como Vormell, Ommel, Vormole, Venell y nunca por su apellido correcto, pero este al principio creyó que lo que deseaba Wormold eran muchachas para mantener relaciones sexuales, pues le había dicho que se trataba de un trabajo personal, nada que ver con la empresa, finalmente le dijo que tuviera los oídos y los ojos bien abiertos. Después Wormold fue al Wonder y a Hasselbacher le expresó que estaba preocupado porque le habían ofrecido dinero para que obtuviera información secreta. Hasselbacher le manifestó que eso era bueno porque si era secreta él sería el único en conocerla y por lo tanto lo único que debería tener sería un poco de imaginación. Le dijo que también la habían pedido que reclutara agentes ¿cómo lo haría? fácil, le respondió Hasselbacher, también los puede inventar. Le recordó que él era médico y por lo tanto tenía experiencia, bastaba leer los anuncios de los remedios secretos. Finalmente Wormold le dijo que le habían pedido que se alejara de él y que lo estaban investigando. Hasselbacher le respondió que tuviese cuidado, que aceptara el dinero, que no les diera nada a cambio y que se limitara a mentirles y se fue.
Wormold en la habitación de Milly encontró el listado de socios del Country Club, aquí tenía a todos los subagentes necesarios, a doble columna y en veinte páginas. Tropezó con el padre de Earl, Vincent T. Parkman, este sería uno, junto con un ingeniero, Cifuentes, y el profesor Luis Sánchez. Al profesor lo dedicaría al espionaje económico y el ingeniero haría informes técnicos. Envió un telegrama cifrado informando que había contratado a su asistente con un sueldo de quince pesos mensuales y le pedía investigar a los siguientes candidatos, el informe económico iría por valija. Wormold puso a López a trabajar en la recopilación de información para el informe económico, se basó en los boletines del gobierno y en los diarios locales, marcando cualquier párrafo que pudiera servir para el profesor o el ingeniero. El informe económico resultó tedioso pues Wormold no era experto en escribir a máquina. Pasada una semana estaba preocupado por no tener respuesta de la oficina central hasta que recibió una llamada del consulado para que retirara un sobre. Venían tres sobres y el tercero contenía tres meses de sueldo y gastos en billetes cubanos. Los depositó en su cuenta personal del banco.
Pasaron diez días sin que Wormold recibiera respuesta desde Londres, no podía enviar el informe económico pues debería esperar la aprobación de sus subagentes. Había llegado el momento en el que él visitaba a sus distribuidores fuera de La Habana en Matanzas, Cienfuegos, Santa Clara y Santiago; antes de salir envió por telegrama a Hawthorne diciéndole que bajo el pretexto de su visita anual a sus subagentes de aspiradoras vería posibilidades de reclutamiento en puerto Matanzas, el centro industrial Santa Clara, la base naval Cienfuegos y el centro de  disidentes Santiago, calculaba cincuenta dólares diarios para gastos de viaje, viaje que Wormold aprovechaba para escribirle a su hermana menor y enviaarle sellos a su sobrino filatélico. En Santa Clara el Morris se detuvo y tuvo que continuar en autobús, la reparación llevaría varios días. Llegó a Santiago al anochecer, se registró en un hotel y salió a pasear, fue detenido y golpeado por la policía, sólo fue soltado cuando mencionó al capitán Segura. Regresó a Santa Clara, el vehículo estaba reparado y podía regresar a La Habana. 
Cuando Wormold regresó a La Habana lo esperaban varios telegramas y una nota de Milly que le decía que el doctor Hasselbacher quería hablar urgentemente con él. Un telegrama le decía que la investigación de Hasselbacher seguía vigente y que lo tratara el mínimo posible. A Vicent C. Parkman lo rechazaban porque probablemente trabajaba para el servicio estadounidense. Podía reclutar a Sánchez y Cifuentes y finalmente López era aceptado pero con un sueldo de veinticinco pesos que era el mínimo mensual. Llamó al doctor Hasselbacher y lo notó rara la voz, le pidió que fuera a verlo, demoró media hora en llegar al apartamento. Hasselbacher estaba deprimido y la sala estaba revuelta, lo habían llamado para que fuera a ver a un enfermo, cuando regresó encontró que el apartamento había sido registrado y que se habían llevado todos sus papeles, entre ellos unos que tenían más de treinta años y lo involucraban en cosas que ahora lo avergonzaban. Hacía una semana lo había llamado un desconocido que quería que lo ayudara, no era trabajo para un médico, me preguntó si simpatizaba con Oriente u Occidente, hablaba inglés con acento como él, creía que era un policía. Wormold se fue y de regreso a su apartamento escribió un borrador: marzo 8 en reciente viaje a Santiago escuchó varias fuentes sobre grandes instalaciones militares en montañas provincia de Oriente. Rebeldes atrincherados allí. En Santiago había conocido piloto español de Cubana Air Line que había visto en el vuelo Habana-Santiago enormes plataformas cemento. 59200/5/3 había hecho planos de extrañas máquinas que vio cerca de Bayano,los planos irían por valija. Solicitaba que se le abonase un bono por riesgo y suspender por ahora el informe económico. Solicitaba indagar a Raúl Domínguez, piloto de Cubana, en espera poder reclutarlo. Terminado lo cifró y pensó que nunca se habría imaginado que sería capaz de hacer algo así. Llamó a López y le entregó sus veinticinco pesos y le pidió que le trajera una aspiradora Pila Atómica. Cuando quedó solo, la descuartizó y comenzó a hacer dibujos de las diversas piezas. Cuando Milly regresó lo encontró trabajando con un gran mapa de Cuba abierto sobre su escritorio. Le dijo que se estaba volviendo en escritor con mucha imaginación, el ingeniero Cifuentes era un hombre de muchas palabras.
- Interludio en Londres

El jefe recibió a Hawthorne y le manifestó que nuestro hombre en La Habana les había enviado material bastante inquietante. No se explicaba cómo los norteamericanos no sabían nada de esto. Examinaron los planos, la fuente era barra tres, el ingeniero Cifuentes. Las máquinas eran trasladadas desde el cuartel general del ejército en Bayamo hasta el límite con la selva, luego en mulas hacia las plataformas de cemento. Necesitaban fotografías, a cualquier precio. Hawthorne manifestó que uno de los planos le recordaba una aspiradora, otro a una embocadura doble. El jefe le dijo a Hawthorne que dispusiera el arriendo de un avión y se perdiera en la zona, tenía la corazonada que los rebeldes no existían y el gobierno los usaba para decretar la censura en esa zona, también le ordenó que le enviara una secretaria y un operador de radio a 59200/5.

### Tercera parte
Hasselbacher no olvidaría la celebración del cumpleaños número diecisiete de Milly en el Tropicana. Fueron ellos dos y el doctor Hasselbacher y se les juntó el capitán Segura quien se comportó bastante groseramente con Hasselbacher Desde otra mesa, una mujer joven tomó un sifón y le lanzó un chorro de agua por el cuello al capitán Segura, la joven se disculpó, quería echarlo en su vaso y el capitán Segura se despidió y se fue. La muchacha sacó a bailar a Wormold, le preguntó por Milly y se presentó como Beatriz Severn y él como Wormold, entonces soy su secretaria, le respondió ella. Se alojaba esa noche en el Inglaterra, después pensaba mudarse, le dijo que venía a ayudarlo, que había recibido entrenamiento completo, trabajaba con códigos y microfotografías, podría hacerse cargo de los contactos con los agentes, también le dijo que venía con ella un operador de radio también estaba en el Inglaterra descansando, podría nombrarlo ayudante de cajero. Milly y el doctor Hasselbacher bailaban felices.
A la mañana siguiente Wormold se levantó temprano y se puso a examinar su kardex con las fichas de sus agentes, tenía que hacer que parecieran verdaderos antes que llegara Beatriz. Apareció Milly y al poco rato Beatriz que dijo que lo primero era tener una caja fuerte en la oficina y salió a comprarla. Llegó con una caja gigante, para su traslado necesitó un camión y seis hombres. Estaban en esa faena cuando llegó Rudy, fue presentado y luego tuvo que salir a comprar una cama plegable para dormir en la oficina. Después Beatriz le enseñó a Wormold a usar una cerradura de combinación, también abrió la maleta de Rudy y salieron un equipo de radio, baterías, cámaras y tubos raros habían sido pasados de contrabando por 59200/4, un contrabandista. Beatriz vio las fichas en que trabaja Wormold, tomó una y le preguntó quien era Teresa.
Wormold depositaba en una cuenta de ahorro, que sería la dote que le dejaría a Milly, los gastos ocasionales del ingeniero Cifuentes y el profesor Sánchez y los sueldos mensuales de él, del jefe de máquinas y Teresa. Al piloto borracho se le pagaba casi siempre en whisky. Para justificar estos pagos elaboraba una serie de informes que extraía de la edición semanal del Time, sección dedicada a Cuba y varias otras publicaciones pero principalmente de su imaginación, preparaba un informe a la semana lo que hacía los sábados por la tarde, ahora con Beatriz tenía mucho más trabajo pues ella le estaba haciendo instrucción básica de microfotografía, también tenía que inventar telegramas para que Rudy estuviera ocupado. Londres le insistía en que le enviara fotografías de las instalaciones en Oriente y Beatriz en que la pusiera en contacto con sus agentes, pero este le inventaba historias solamente, Wormold estaba atónito de la rapidez con que podía responder cualquier pregunta sobre sus agentes. Un día se le ocurrió que a Raúl, Cubana de Aviación lo había despedido por ebriedad y le envió un telegrama diciendo que 59200/4 había sido despedido por ebriedad y temía deportación a España donde su vida peligraba. Estaba dispuesto a volar en avión privado sobre las construcciones secretas para obtener fotografías. Despegaría de Santiago y aterrizaría en Kingston. Necesitaba autorización de quinientos dólares para avión y doscientos para sobornos más mil dólares para el piloto barra 4. Londres le autorizó solo mil quinientos dólares.
Una semana después Wormold invitó a Beatriz al puerto, a comer pescado. Empezaron a hablar de Raúl, qué estaría haciendo en ese momento y regresaron caminando. Beatriz hablaba de Raúl como si supiera que era una invención, Wormold no sabía que hacer ¿lo habría descubierto? frente al palacio presidencial se encontraron con el doctor Hasselbacher que también había salido a pasear y los invitó a tomarse una copa a su casa. La casa estaba reconstruida, ofreció whisky. Wormold observó una fotografía de Hasselbacher joven de uniforme, era de la Primera Guerra Mundial antes de que fuera médico. Le contestó a Beatriz que había salido de Alemania en 1934. Hasselbacher recibió una llamada telefónica, lo atendió en otra habitación y regresó transpirando y diciendo que eran malas noticias. Ha habido un accidente camino al aeropuerto, un hombre joven llamado Raúl.

### Cuarta parte
Wormold y Beatriz regresaron a casa. Alguien estaba arriba, Wormold subió corriendo, era Milly quien les dijo que se habían perdido el alboroto, habían intentado asesinar al ministro del Interior pero le dispararon a alguien que salía del edificio. El capitán Segura me dijo que el doctor Cifuentes estaba tan asustado que se había hecho en los pantalones y luego se había emborrachado en el Country Club. Al ingeniero le habían disparado por error. Milly se fue y Beatriz y Wormold comentaron que aunque el ingeniero era importante, más lo eran las construcciones en Oriente y le sugirió que les advirtiera al doctor Sánchez y a Teresa. Todos corrían peligro. Beatriz pensó que estaban haciendo una redada, tenían que salvar a Teresa primero. Llegaron al Shanghái, había pocos asientos vacíos, el portero le ofreció a Wormold un sobre de postales pornográficas y el acomodador un cigarrillo de marihuana. Beatriz preguntó por Teresa, Wormold no supo que contestar y comenzó la película cuando terminó salieron antes que comenzara la segunda película, las bailarinas vendrían a continuación. Esperaron fuera.
Entraron a los camerinos de las bailarinas y preguntaron por Teresa, se presentó una muchacha flaca, Wormold le dijo que ella estaba en peligro, que no saliera de su casa por unos días, le dio dinero para que se fuera con su madre a Cienfuegos, en eso llegó la policía. Beatriz le dio su abrigo y con Wormold la sacaron a la calle y la subieron al auto, Wormold manejaba, se dirigieron al puerto y luego a la casa del profesor Sánchez en el Vedado, este estaba en traje de etiqueta portaba un revólver, detrás de él había una mujer joven y bonita. Pensó que andaba detrás de sus Renoir, le echó la culpa a María. Wormold le dijo que le habían disparado al ingeniero Cifuentes y que él corría el mismo peligro. La policía llegó donde ellos estaban y los detuvieron y llevaron a la comisaría donde los esperaba el capitán Segura, quien se extrañó que estuviera Wormold, habían recibido una llamada del profesor Sánchez diciendo que un individuo había tratado de ingresar en su casa para robarle sus pinturas. El capitán Segura dejó libre a Teresa y a Wormold le aconsejó que no se metiera con la esposa del profesor Sánchez y que tuviera cuidado con Hasselbacher y le hizo escuchar una grabación en que alguien por teléfono le decía que le comunicara que Raúl estaba muerto. El capitán Segura los dejó ir. Wormold llevó a Beatriz a la tienda la dejó con Milly y él se dirigió a la casa de Hasselbacher
Wormold al llegar donde el doctor Hasselbacher lo encontró vestido de militar, antiguo uniforme de ulano; le contó que antes de ser médico había sido oficial de ulanos, de eso hacía ya cuarenta y cinco años, el kaiser les había pasado revista. También le contó que había matado a un hombre, un ruso. Que por ser amigo de él, habían asaltado su apartamento y lo habían obligado a descifrar sus mensajes, por eso tenía el libro de Lamb. Wormold le dijo que sus personajes eran inventados, no Cifuentes pero sí Raúl, él le respondió que lo había inventado muy bien porque existía un voluminoso expediente sobre Raúl. Wormold le expresó que lo de las plataformas también eran inventos, Hasselbacher no le creyó y le dijo que tuviera cuidado.
Interludio en Londres
El jefe cocinaba él mismo cuando tenía invitados en su casa. Había invitado al subsecretario permanente y le preguntó qué opinaba el Foreign Office de la nota rusa. El subsecretario le respondió que estaban sorprendidos por la referencia que hacían sobre las bases del Caribe, ellos habían creído que eran comunistas pero ahora también podrían ser norteamericanas. Le pediría un informe completo a nuestro hombre en La Habana que ha pasado malos momentos, le habían matado a su mejor agente justo cuando iba tomar fotografías de las construcciones, le habían disparado a otro de sus agentes y otro  se había tenido que ocultar. A la mujer la habían interrogado y un alemán habían descifrado su código pero lo bueno era que había reclutado a un doble agente en la misma central de policía, como excusa para comunicarse jugaban a las damas.

### Quinta parte
Wormold y el capitán Segura estaban en el Havana Club jugando a las damas. Segura le preguntó a qué había ido, dos semanas atrás, a Santiago, Santa Clara y Cienfuegos. Wormold le contestó que siempre en esa época visitaba a sus distribuidores y le preguntó si creía que él fuese un agente secreto. Segura le respondió que ahora lo estaba dudando, creía que sus amigos, los amigos del doctor Hasselbacher habían cometido una equivocación. También le dijo que no se metiera en líos, por Milly, pues podría perder el permiso de residencia. Cuando salió del club se encontró con Beatriz quien le dijo que quería asegurarse que estaba con Segura y que no lo habían arrestado, un agente doble es difícil de manejar. Está tratando de hacer una lista de todos los agentes extranjeros que operan en Cuba, americanos y rusos. Las construcciones serían dejadas de lado por un tiempo.
Camino a casa, al pasar frente a la catedral, como siempre lo hacía, Wormold le dio una moneda al mendigo ciego que estaba sentado en las escaleras de la iglesia y se le ocurrió decirle a Beatriz que este no era ciego sino que era su informante y siempre se ubicaba ahí cuando él se reunía con Segura, precaución elemental. No lo había informado al servicio porque no lo empleaba para obtener información, pero si lo hubieran arrestado él, se lo habría informado antes de diez minutos y le preguntó que habría hecho ella con esa información. Quemar todos los documentos, llevar a Milly a la embajada, Rudy habría informado a Londres y habría desaparecido. Wormold le dijo que el mendigo se llamaba Miguel, él le había salvado la vida, en el ferry, no sabía nadar. Beatriz cambió de conversación y le preguntó si tenía una libretita de hule. No, respondió Wormold ¿por qué? olvídelo había sido algo que le dijo Henry. ¿Quién es Henry? 59200 le respondió Beatriz. Sintió celos, a él solamente una vez lo había llamado Jim. 
Llegaron a la casa, estaba vacía. Wormold le dijo que tenían que enviar un telegrama porque Segura le había dado información importante sobre la infiltración comunista en la policía. Por la tarde Wormold le manifestó a Milly que lo habían invitado a pronunciar un discurso en el banquete anual de la Asociación de Comerciantes Europeos por ser el socio más antiguo. El huésped de honor sería el cónsul general de los Estados Unidos. Apareció Rudy y le dijo que había un telegrama urgente de Kingston era de Hawthorne que le pedía que tomara el primer avión a Kingston para informar.
La reunión fue en el Myrtle Bank Hotel. Hawthorne le expresó que tenían un pequeño problema, se trataba de las construcciones y los planos que eran un poco confusos. Le dijo que hubo un momento en que creyó que se estaba riendo del servicio secreto, pero cuando intentaron asesinarle, supo que los planos eran auténticos, así que los habían hecho circular por todos los departamentos y llegaron a la conclusión que Cuba no podía construir bombas H, lo había llamado para decirle lo contento que estaban con sus averiguaciones y advertirle que pensaban envenenarlo en una comida de negocios. ¿de la Asociación de Comerciantes Europeos? Creo que sí respondió Hawthorne, habían infiltrado su organización en Jamaica, sabían casi todo sobre Cuba, por ejemplo la muerte de barra cuatro fue un accidente, a barra tres solo querían asustarlo, él era el primero que habían decidido asesinar. Tenía que asistir a la comida, no probar bocado y solo beber, hacerse pasar por alcohólico. Podía usar a barra siete ¿el chef del Nacional?.
El avión de regreso a Cuba llevaba pocos pasajeros. Una española con un montón de hijos bulliciosos, una mujer negra, un exportador de habanos que Wormold conocía de vista y un inglés con traje de tweed que sudaba profusamente y que se le presentó como Carter, representante de Nucleaners, tenían un modelo de aspiradora que iba arrasar con el mercado, se llamaba Esposa Susurrante. El señor Braun de la Asociación de Comerciantes Europeos era su presidente. Él iba estar una semana en el Sevilla-Biltmore y le preguntó si conocía a un tal Davis. No, respondió Wormold. Lo perdió de vista en la aduana. Beatriz lo estaba esperando, le contó lo de la comida y le dijo que Hawthorne quería que fuera de todas maneras para proteger a su informante.
El día de la comida, Milly le aconsejó que tomara un buen desayuno. Wormold estaba preparando su discurso cuando entró Beatriz y le pidió que no fuera a la comida, lo podrían asesinar. Wormold le respondió que era indispensable que fuera, tenía que descubrir quienes eran ellos, con eso se daría por satisfecho de su trabajo con el servicio secreto. Wormold llegó al hotel Nacional y el doctor Hasselbacher estaba sentado esperando a alguien, cuando Wormold se le acercó le manifestó en voz alta que no entrara que lo iban a matar, que habían planeado envenenarlo, algunos invitados que lo escucharon se rieron ¿tan mala es la comida? comentaron. Wormold le pidió que se fuera a su casa y Hasselbacher le expresó que estaría esperando junto al teléfono y se despidió en ese momento llegó Carter quien lo saludó y le dijo que no conocía a nadie ni siquiera al doctor Braun, Wormold le presentó al doctor Hasselbacher y entraron en el comedor. Se le acercó el jefe de camareros ofreciéndole un Martini, era barra siete y podría ser también el asesino, pensó Wormold .Se sentaron a la mesa, Carter estaba frente a él, podía confiar en él. Un camarero puso un plato frente a Wormold y este, tras un instante, se lo pasó a su vecino y este al del lado y así llegó hasta la cabecera de la mesa a manos del doctor Braun, el jefe de camareros viendo lo que sucedía había perseguido el plato y cuando llegó al doctor Braun se lo quitó, hubo un error en la cocina, le dijo y se dirigió a la puerta de servicio. Ahora Wormold se sintió seguro y bebió varios whiskies con Carter y su vecino míster MacDougall. El doctor hizo uso de la palabra y luego se la cedió al cónsul estadounidense. El jefe de camareros había regresado al salón. Terminado el discurso del cónsul, Braun tomó nuevamente la palabra y comenzó la presentación de Wormold, mientras este hablaba, Carter le ofreció a Wormold un vaso de whisky, pero cuando iba a beberlo algo le rozó la pierna, era un perro, y escuchó que Carter lo apuraba, que se tomara el vaso. Wormold tuvo una premonición y como por accidente derramó el whisky, el perro lamió el líquido del suelo. El doctor Braun le ofreció la palabra a Wormold este comenzó diciendo que esta era la primera que hablaba en público y que hacía un instante había pensado que sería la última, risas, mirando a Carter dijo que no sabía si tenía amigos entre los asistentes, pero estaba seguro de que sí tenía enemigos, nuevas risas, todos hablan de la guerra fría, pero entre comerciantes del mismo producto puede ser mucho más caliente. Puso el ejemplo de Phastkleaners y Nucleaners y ante el asombro de todos expresó: "supongo que ni siquiera mister Carter conoce el nombre de la persona que le envió aquí a envenenarme por el bien de su empresa" Estalló una carcajada general, pero de pronto el perro comenzó a gemir, aullaba, trataba de morderse el pecho. El jefe de camareros gritó ¡Max! dos veces, lo tomó en brazos y lo sacó del salón. Wormold le pidió disculpas a Braun y lo siguió, luego le preguntó qué había pasado con su plato, usted trató de envenenarme le dijo mientras el perro continuaba aullando de dolor. El jefe de camareros gritó ¡Max! y corrió por el pasillo y entró en la cocina. Un hombre con gorro de cocinero manifestó que ahí no había comido nada, habían tirado el plato y se arrodilló junto al perro gritando: "Max, mein kind! Mein kind!" El personal de cocina los rodeó, el jefe de camareros puso sus manos sobre la cabeza del perro mientras miraba con los ojos llorosos a Wormold. Cuando éste regresó a su casa le expresó a Beatriz que había vuelto victorioso, había muerto el perro.
El capitán Segura fue a la casa de Wormold, que estaba solo. Segura le manifestó que había ido a verle por dos cosas, la primera pedirle la mano de Milly, ella no lo sabía. Wormold le respondió que Milly aún era muy joven. Segura le respondió que él era un sostén para ella mucho más sólido que él. Ya que su negocio lo podrían cerrar porque estaban sucediendo muchas cosas raras a su alrededor: estaba el auto que se estrelló con Raúl, el atentado contra el ingeniero Cifuentes, el intento de robo en la casa del profesor Sánchez y ahora se decía que había envenenado un perro, el jefe de camareros del Nacional decía que le había dado whisky envenenado al perro, pensaba que por ser un perro alemán. Wormold le rebate que al que querían envenenar era él. Segura le dijo que eran historias confusas, que estaba escribiendo un informe para el presidente, que tenía dinero ahorrado para dejar en buena posición a Milly si le sucediera algo y se podría trasladar a Miami si triunfaba una revolución. Wormold lo autorizó para que hablara con Milly creía que no tenía ninguna posibilidad. Luego Segura le pidió que lo acompañara al Wonder, era una rutina policial solamente, el bar estaba rodeado de policías, dentro un desastre y un cuerpo en el suelo, era el doctor Hasselbacher no sabían quien lo había hecho pero dirían que fueron los rebeldes de Oriente. Wormold le dijo que podían haber sido Carter o el camarero del perro. Segura le respondió que él era alemán y tenía amigos influyentes, Wormold le pidió que le mostrara la lista de agentes, Segura le respondió que Carter no figuraba en ella y por lo tanto podría haber sido él. 
Cuando Wormold regresó a la tienda ya no había policías. López no estaba y Rudy trabajaba. Se puso a pensar en las tres muertes: Raúl, el perro llamado Max y Hasselbacher las causas eran él y Carter. Milly y Beatriz estaban conversando en la otra habitación de maquillaje, de si Beatriz estaba enamorada de su padre. Wormold entró a la habitación y le dijo a Milly que Segura quería casarse con ella, Milly le respondió que nunca más se subiría al auto de ese viejo, Wormold le pidió que lo hiciera por última vez, mañana, dile que quiero verlo para una partida de damas y que traiga la lista, el comprenderá y después volveremos a casa, a Inglaterra. Cuando estuvo solo con Beatriz le dijo que cerraría la oficina. Que no tenía agentes, que no había construcciones en las montañas, le pidió que no lo informara a Londres de inmediato sino que esperara hasta mañana después de su entrevista con Segura, quizás podría obtener la lista de los agentes. Wormold le explicó como había inventado todo, los planos los había copiado de la aspiradora. Beatriz se puso a reír. Wormold le preguntó como lo habían examinado los expertos, Beatriz le respondió que los expertos nunca los habían visto, el servicio secreto tiene que proteger sus fuentes de información. Para ambos era el fin de una tarea. 
Llegó el capitán Segura al departamento de Wormold se notaba contento. Colocaron el tablero y Wormold puso en él veinticuatro botellas de whisky en miniatura, doce de bourbon y doce de scotcHasselbacher Era una idea del doctor Hasselbacher el que se comía una pieza, se la debía beber. Astuta idea dijo Segura, como yo comeré más también beberé más. Wormold le dijo que Milly no quería casarse con él, Seguró se quitó el cinturón y lo puso en el suelo junto con su revólver. Wormold le preguntó si habían encontrado al asesino del doctor Hasselbacher ¿Carter? No, respondió Segura, él estaba con el doctor Braun en ese momento. Era información segura .Braun estaba en la lista de los agentes. Jugaron y esa primera partida la ganó Segura y le dio la revancha, ambos estaban bastante bebidos, transpiraban, siguieron bebiendo hasta que el capitán Segura se desplomó. Wormold lo acomodó, tomó su revólver y salió. 
Wormold en el Sevilla-Biltmore llamó por teléfono a Carter, le dijo que quería pedirle disculpas por lo del whisky de la otra noche y que ahora también estaba un poco borracho y le manifestó que el camarero había envenenado a su propio perro dándole sobras envenenadas. Lo invitó a recorrer los lugares de La Habana que él quería conocer, traiga un revólver le manifestó, no tengo le contestó, se runirían en el bar. Carter quería esperar una llamada telefónica del doctor Braun, me voy le expresó Wormold y salió, Carter lo siguió y entró en el auto y le pidió a Carter que condujera, él le indicaría por donde ir. Wormold le preguntó si sus amigos eran rusos, alemanes o norteamericanos, Carter le respondió que no tenía amigos, pararon ante un club. Entraron y vieron como las bailarinas se quitaban la ropa hasta quedar casi desnudas, volvieron al auto, Carter al volante, llegaron a una casa que parecía desahabitada, le dijo a Carter que tocara el timbre, mientras Carter se bajaba Wormold sacó el revólver, Carter le expresó asustado que había sido Braun quien le había dado el whisky. Wormold le respondió que eso no le importaba sino que él había matado a Hasselbacher, Carter le mnifestó que obedecía órdenes. Hasselbacher le disparó pero no le dio, se sintió aliviado, dejó el revólver en el asiento y entonces Carter hizo fuego. Después Wormold le contaba a Beatriz, que él se había inclinado para encender el motor, eso lo salvó, tomó el revólver y lo mató. Había limpiado sus huellas digitales del revólver y después lo devovió a la cartuchera de Segura, quien todavía dormía cuando él regresó, tenía una lista de agentes extranjeros, la fotografió y la devolvió a su bolsillo y luego había enviado un informe verdadero a Londres antes de renunciar, estaba contento. Beatriz le expresó que debería haberla esperado y Wormold le respondió que no podía porque Segura estaba a punto de despertar, había hecho una microfotografía como ella le enseñó y la puso en uno de sus sellos, había enviado quinientos sellos. Beatriz le dijo que entonces tenían que enviarle un telegrama diciéndole en que sello iba la microfotografía. Wormold le contestó que no recordaba en cuál la había pegado.
Al día siguiente llegó un empleado del consulado británico a la tienda de Wormold y le dijo que el embajador quería verlo  inmediatamente. Wormold llegó a la mansión del embajador y tuvo la impresión de que todo el personal estaba pendiente de su llegada. Lo hicieron pasar a un gran salón donde entró el embajador y le ofreció asiento, le expresó que estaba en problemas, que no sabía que hacía él en La Habana, que el día anterior lo había visitado el capitán Segura quien le había dicho que él había mandado una serie de informes falsos, no le había dicho a quien y tampoco le importaba, que había estado recibiendo dinero y que había fingido tener fuentes de información que no existían, todo lo anterior lo informaría al Ministerio de Relaciones Exteriores. Además el capitán Segura le había dado a entender que estaba relacionado con la muerte de un ciudadano inglés que habían matado la noche anterior y finalmente que usted habría falsificado cierto documento que había encontrado en su bolsillo. Le recomendó que regresara a Inglaterra en el primer avión que pudiese. 
El avión de la KLM partiría a las tres treinta de la mañana hacia Ámsterdam vía Montreal, no quería encontrarse con HT: Habían cerrado la oficina mediante un telegrama, los códigos fueron quemados. Beatriz viajaría con Rudy vía Jamaica. López quedaba a cargo de las aspiradoras. Sus cosas personales las enviaron vía marítima y el caballo se lo vendieron al capitán Segura. Milly y Wormold se despidieron de Beatriz en el aeropuerto, esperaban verse en Londres. Antes de abordar el avión llegó el capitán Segura quien le dijo que no sabía quienes eran ellos pero estaban muy contentos con sus planos y de haberse liberado de un agente peligroso como él. Segura les entregó un regalo a cada uno, a Wormold una botellita de whisky en miniatura y una bala disparada. A Milly una pequeña herradura de plata con sus iniciales grabadas.

### Epílogo en Londres
Un ascensor lo condujo a un sótano y a un pasillo largo donde circulaba bastante gente. Hawthorne llegó, Wormold le preguntó por Beatriz, le respondió que no sabía nada de ella y entró a un despacho, eran las once y veinticinco, había sido citado a las once y se preguntaba que más podían hacerle fuera de despedirlo. No había violado la ley de Secretos Oficiales, había inventado secretos pero no los había difundido. A las once treinta y cinco salió un coronel, luego un marino, a continuación Hawthorne con un hombre muy joven y finalmente Beatriz que le dijo: ahora pase usted; quedaron de juntarse a las seis, la habían destinado a Yakarta. Un hombre con un monóculo negro estaba sentado tras una mesa, le dijo que se sentara. Wormold lo primero que manifestó fue que no podían enviar a Beatriz a Yakarta, él le respondió que esas cosas las hablara con miss Jenkinson y luego le expresó que había decido eliminar su puesto y a él integrarlo al cuerpo de profesores en Londres para que diera conferencias sobre como dirigir un equipo en el extranjero, además como era costumbre cuando se retiraba un agente de un destino en el exterior, le otorgarían la condecoración de la OBE, Orden del Imperio Británico. 
Se encontraron en el hotel Pendennis de Gower Street, Wormold le dijo que cuando era niño sus padres lo llevaban a ese lugar porque no servían bebidas alcohólicas y a continuación le preguntó si se habían vuelto locos. Beatriz le contó lo sucedido: estaban furiosos con ambos, ella debería haber descubierto lo que pasaba. Se reunieron todos los enlaces del servicio con el Ministerio de Guerra, el Almirantazgo y el Ministerio de Aeronáutica. Tenían a la vista los planos e informes enviados, primero la interrogaron a ella y después atacaron a Hawthorne que finalmente les recomendó que informaran a los tres servicios que los informes recibidos de La Habana no eran fiables, entonces los enlaces argumentaron que eso sería el fin del Servicio Secreto pues cada servicio preferiría continuar con su propio servicio de inteligencia. Entonces intervino el jefe que expresó que la solución era mucho más fácil, harían circular un informe de 59200/5 manifestando que las construcciones habían resultado un fracaso y habían sido desmanteladas. A usted lo mantendrían en el departamento y no expuesto a la prensa y finalmente se habían centrado en ella, pero ella les dijo todo lo que pensaba. Wormold le manifestó que por lo menos todo había salido bien y a propósito le preguntó si por lo menos les había gustado su informe sobre los agentes enemigos, ella le respondió que cuando encontraron el sello, lo ampliaron y no había nada estaba en blanco o le había dado mucha exposición o había empleado el microscopio al revés. Beatriz se alejó entre las sillas, él la alcanzó y le dijo que no podía irse a Yakarta, no importaba la diferencia de catorce años entre ellos, se lo dirían a Milly, se casarían.